# Sites mégalithiques de la Lozère
Cet article recense les sites mégalithiques de la Lozère, en France.

## Liste
| Monument                                            | Commune                                   | Remarque | Protection                            | Coordonnées | Illustration      |
| --------------------------------------------------- | ----------------------------------------- | --- | ------------------------------------- | --- | ----------------- |
| Dolmen de la Prade                                  | Allenc                                    | autre nom Lit du Géant |                                       | 44° 34′ 13″ N, 3° 40′ 43″ E |                   |
| Pierre Plantée                                      | Allenc                                    | autre nom menhir de l'Alteret |                                       | 44° 32′ 52″ N, 3° 43′ 47″ E |                   |
| Menhir de la côte 1402                              | Arzenc-de-Randon                          | |                                       | 44° 37′ 00″ N, 3° 37′ 32″ E |                   |
| Dolmen de Bramonas                                  | Balsièges                                 | |                                       | 44° 28′ 02″ N, 3° 24′ 46″ E |                   |
| Dolmens de Changefège                               | Balsièges                                 | Dolmen de la Couronne de Mende Tuile de la Géante Dolmen de Belchassouse Dolmens de Claparal Dolmen du Valat de Claparal Dolmens du Cros Méjo | Classé MH (1889, Tuile de la Géante)  | 44° 29′ 49″ N, 3° 26′ 39″ E 44° 30′ 10″ N, 3° 27′ 19″ E 44° 29′ 58″ N, 3° 26′ 16″ E 44° 30′ 19″ N, 3° 25′ 25″ E 44° 30′ 18″ N, 3° 25′ 22″ E 44° 29′ 53″ N, 3° 25′ 16″ E 44° 29′ 29″ N, 3° 26′ 09″ E 44° 29′ 25″ N, 3° 26′ 05″ E |                   |
| Dolmen de Galline                                   | Banassac-Canilhac                         | |                                       | 44° 25′ 50″ N, 3° 10′ 59″ E |                   |
| Menhir de Fontmort,                                 | Barre-des-Cévennes                        | |                                       | 44° 13′ 44″ N, 3° 41′ 26″ E |                   |
| Menhir du col de l'Estrade                          | Bassurels                                 | |                                       | |                   |
| Menhir de Peyrebesse                                | Bassurels                                 | |                                       | 44° 12′ 35″ N, 3° 36′ 22″ E |                   |
| Menhir de Trépaloup,                                | Bassurels                                 | |                                       | 44° 07′ 11″ N, 3° 35′ 14″ E |                   |
| Menhirs des Crottes                                 | Bassurels                                 | |                                       | 44° 12′ 06″ N, 3° 37′ 33″ E |                   |
| Menhirs de la Can d'Issenges                        | Bédouès-Cocurès                           | 3 menhirs | Inscrit MH (1941)                     | 44° 22′ 19″ N, 3° 35′ 04″ E |                   |
| Cairns de la Fage                                   | Les Bondons                               | |                                       | 44° 24′ 51″ N, 3° 35′ 41″ E |                   |
| Cromlech de la Baraque de l'Air                     | Les Bondons                               | |                                       | 44° 24′ 30″ N, 3° 37′ 29″ E |                   |
| Dolmen des Combes                                   | Les Bondons                               | |                                       | 44° 24′ 39″ N, 3° 35′ 23″ E | Dolmen des Combes |
| Menhir de lous Tradoux                              | Les Bondons                               | |                                       | 44° 23′ 50″ N, 3° 39′ 22″ E |                   |
| Menhir de la Truc                                   | Les Bondons                               | |                                       | 44° 23′ 08″ N, 3° 39′ 07″ E |                   |
| Menhirs de Bondons                                  | Les Bondons                               | |                                       | 44° 23′ 26″ N, 3° 37′ 02″ E |                   |
| Menhirs du Bosc Arnal                               | Les Bondons                               | |                                       | 44° 23′ 28″ N, 3° 39′ 01″ E |                   |
| Menhirs du champ Ferrier                            | Les Bondons                               | |                                       | 44° 23′ 52″ N, 3° 38′ 52″ E |                   |
| Menhirs de Chanteperdrix                            | Les Bondons                               | |                                       | 44° 24′ 16″ N, 3° 37′ 22″ E |                   |
| Menhirs des Puechs                                  | Les Bondons                               | |                                       | 44° 24′ 04″ N, 3° 36′ 08″ E |                   |
| Menhirs de la Cham des Bondons                      | Les Bondons et Ispagnac                   | Menhirs de la colline de Treimes | Inscrit MH (1941)                     | 44° 23′ 38″ N, 3° 39′ 40″ E |                   |
| Menhirs de la Cham des Bondons                      | Les Bondons et Ispagnac                   | Menhirs de Colobrières | Inscrit MH (1941)                     | 44° 24′ 05″ N, 3° 38′ 01″ E |                   |
| Menhirs de la Cham des Bondons                      | Les Bondons et Ispagnac                   | Menhirs de la Fage (premier groupe) | Inscrit MH (1941)                     | 44° 24′ 37″ N, 3° 34′ 36″ E |                   |
| Menhirs de la Cham des Bondons                      | Les Bondons et Ispagnac                   | Menhirs de la Fage (deuxième groupe) | Inscrit MH (1941)                     | 44° 24′ 51″ N, 3° 35′ 43″ E |                   |
| Menhirs de la Cham des Bondons                      | Les Bondons et Ispagnac                   | Menhirs de la Maisonnette | Inscrit MH (1941)                     | 44° 24′ 36″ N, 3° 37′ 53″ E |                   |
| Menhirs de la Cham des Bondons                      | Les Bondons et Ispagnac                   | Menhirs de la Veissière ou menhirs de la Fare                                                                                                 | Inscrit MH (1941)                     | 44° 23′ 38″ N, 3° 38′ 56″ E |                   |
| Menhirs de la Cham des Bondons                      | Les Bondons et Ispagnac                   | Pierre des Trois Communes |                                       | 44° 24′ 55″ N, 3° 35′ 36″ E |                   |
| Dolmen de Rodier                                    | Bourgs sur Colagne                        | |                                       | |                   |
| Tombe des Anglais                                   | Bourgs sur Colagne                        | dolmen | détruit                               | |                   |
| Dolmen des Conques,                                 | La Canourgue                              | |                                       | |                   |
| Dolmens de Chardonnet                               | La Canourgue                              | 2 dolmens | Classé MH (1889, Dolmen n°1)          | 44° 27′ 05″ N, 3° 15′ 37″ E 44° 27′ 04″ N, 3° 15′ 42″ E |                   |
| Menhir de la Chabassude                             | Cans et Cévennes                          | |                                       | 44° 17′ 09″ N, 3° 34′ 23″ E |                   |
| Menhir du col de l'Agulharon                        | Cans et Cévennes                          | |                                       | |                   |
| Pierre du Baptême                                   | Cans et Cévennes                          | mégalithe incertain |                                       | |                   |
| Menhirs du col du Sapet                             | Cans et Cévennes                          | 2 menhirs |                                       | 44° 19′ 31″ N, 3° 41′ 04″ E |                   |
| Menhir du col des Laupies,                          | Cassagnas                                 | |                                       | 44° 15′ 31″ N, 3° 46′ 19″ E |                   |
| Menhir de l'Oustal-Cremat,                          | Chadenet                                  | |                                       | 44° 29′ 51″ N, 3° 38′ 38″ E |                   |
| Dolmen des Ayguières                                | Chanac                                    | autre nom dolmen de la Plone |                                       | 44° 25′ 16″ N, 3° 24′ 22″ E |                   |
| Dolmen de lou Devezou                               | Chanac                                    | |                                       | 44° 26′ 48″ N, 3° 17′ 35″ E |                   |
| Dolmen des Fons                                     | Chanac                                    | |                                       | 44° 26′ 56″ N, 3° 16′ 52″ E |                   |
| Dolmen de Laumède                                   | Chanac                                    | |                                       | 44° 26′ 24″ N, 3° 21′ 58″ E |                   |
| Dolmen de la Nojarède                               | Chanac                                    | |                                       | 44° 26′ 58″ N, 3° 22′ 02″ E |                   |
| Dolmen et coffres de Royde                          | Chanac                                    | |                                       | |                   |
| Dolmens et coffres de Grandlac                      | Chanac Laval-du-Tarn                      | 16 sépultures mégalithiques |                                       | |                   |
| Dolmens de la Rouvière                              | Chanac                                    | 3 dolmens |                                       | 44° 25′ 23″ N, 3° 21′ 04″ E 44° 25′ 16″ N, 3° 21′ 22″ E 44° 25′ 26″ N, 3° 20′ 44″ E |                   |
| Menhirs de Roumaldis                                | Chanac                                    | |                                       | 44° 25′ 09″ N, 3° 23′ 37″ E |                   |
| Peyro Grosso                                        | Chastel-Nouvel                            | menhir |                                       | déplacé devant la mairie 44° 33′ 34″ N, 3° 30′ 07″ E |                   |
| Menhir de Pascalou                                  | Cheylard-l'Évêque                         | |                                       | 44° 36′ 52″ N, 3° 47′ 38″ E |                   |
| Dolmen de la Fare                                   | Chirac                                    | autre nom dolmen de la Chazelle |                                       | 44° 31′ 20″ N, 3° 15′ 32″ E |                   |
| Dolmens de Mortissou                                | Le Collet-de-Dèze Saint-Martin-de-Boubaux | 7 dolmens |                                       | 44° 13′ 15″ N, 3° 55′ 48″ E |                   |
| Dolmen de lou Serre                                 | Cultures                                  | |                                       | |                   |
| Dolmen de la Bastide                                | Florac Trois Rivières                     | |                                       | |                   |
| Dolmen du Frayssé,                                  | Florac Trois Rivières                     | |                                       | |                   |
| Dolmen de Pierre Plate                              | Florac Trois Rivières                     | |                                       | 44° 19′ 47″ N, 3° 34′ 05″ E |                   |
| Dolmen de Valbelle                                  | Florac Trois Rivières                     | |                                       | 44° 18′ 44″ N, 3° 33′ 24″ E |                   |
| Dolmen et menhirs de la côte 1032                   | Florac Trois Rivières                     | 1 dolmen, 7 menhirs | ruinés                                | |                   |
| Menhir du Col de la Motte                           | Florac Trois Rivières                     | autre nom menhir de la Grand-Ville |                                       | |                   |
| Menhir du Relais                                    | Florac Trois Rivières                     | |                                       | 44° 19′ 39″ N, 3° 34′ 17″ E |                   |
| Menhirs de Croupillac                               | Florac Trois Rivières                     | 2 menhirs |                                       | 44° 17′ 48″ N, 3° 34′ 52″ E |                   |
| Menhir du Col de Fourques                           | Fraissinet-de-Fourques                    | |                                       | 44° 11′ 26″ N, 3° 31′ 02″ E |                   |
| Dolmen d'Aurès                                      | Gatuzières                                | autre nom dolmen des Aspics |                                       | 44° 12′ 56″ N, 3° 29′ 27″ E |                   |
| Menhirs du Ségala                                   | Gatuzières                                | 3 menhirs |                                       | 44° 12′ 27″ N, 3° 29′ 34″ E |                   |
| Dolmen de la Baume                                  | Gorges du Tarn Causses                    | |                                       | 44° 23′ 09″ N, 3° 22′ 49″ E |                   |
| Dolmen de Combe-Lébrouse                            | Gorges du Tarn Causses                    | |                                       | 44° 19′ 44″ N, 3° 32′ 24″ E |                   |
| Dolmen du Devez Viel                                | Gorges du Tarn Causses                    | |                                       | 44° 25′ 04″ N, 3° 27′ 26″ E |                   |
| Dolmen de Dignas                                    | Gorges du Tarn Causses                    | |                                       | 44° 22′ 58″ N, 3° 24′ 44″ E |                   |
| Dolmen de Peyrelevade                               | Gorges du Tarn Causses                    | |                                       | 44° 23′ 47″ N, 3° 26′ 46″ E |                   |
| Dolmen de Roussac                                   | Gorges du Tarn Causses                    | | détruit                               | |                   |
| Ensemble mégalithique de l'Aire des Trois-Seigneurs | Gorges du Tarn Causses et Laval-du-Tarn   | | Inscrit MH (1990),                    | 44° 24′ 44″ N, 3° 23′ 31″ E |                   |
| Menhir du Bac                                       | Gorges du Tarn Causses                    | |                                       | 44° 23′ 46″ N, 3° 24′ 50″ E |                   |
| Coffre mégalithique des Avens                       | Hures-la-Parade                           | |                                       | |                   |
| Dolmen de Drigas                                    | Hures-la-Parade                           | |                                       | 44° 14′ 57″ N, 3° 23′ 56″ E |                   |
| Dolmen de la Serre Gaoujac                          | Hures-la-Parade                           | dit Tombeau dau Geïon |                                       | 44° 14′ 32″ N, 3° 24′ 21″ E |                   |
| Menhir de Parade                                    | Hures-la-Parade                           | |                                       | 44° 14′ 02″ N, 3° 21′ 44″ E |                   |
| Menhir de la plaine de Chanet                       | Hures-la-Parade                           | |                                       | 44° 17′ 00″ N, 3° 27′ 54″ E |                   |
| Menhir du Plo de Saubert                            | Hures-la-Parade                           | |                                       | 44° 14′ 09″ N, 3° 24′ 48″ E |                   |
| Tombeau du Géant                                    | Hures-la-Parade                           | autre nom dolmen de Moun Long |                                       | 44° 13′ 22″ N, 3° 21′ 39″ E | Tombeau du Géant  |
| Tumulus du Plo de Saubert                           | Hures-la-Parade                           | |                                       | 44° 13′ 56″ N, 3° 25′ 16″ E |                   |
| Dolmen de la Baraque de l'Estrade                   | Ispagnac                                  | |                                       | 44° 24′ 48″ N, 3° 30′ 45″ E |                   |
| Menhir de la Chaumette                              | Ispagnac                                  | |                                       | |                   |
| Menhir des Coustos                                  | Ispagnac                                  | |                                       | 44° 22′ 37″ N, 3° 30′ 35″ E |                   |
| Menhirs de Chabusses                                | Ispagnac                                  | |                                       | 44° 24′ 30″ N, 3° 35′ 07″ E |                   |
| Dolmen de Chapieu                                   | Lanuéjols                                 | | disparu                               | |                   |
| Dolmens de la Blachère,                             | Lanuéjols                                 | 2 dolmens | ruinés                                | |                   |
| Menhir du Boy                                       | Lanuéjols                                 | |                                       | 44° 29′ 38″ N, 3° 33′ 36″ E |                   |
| Menhir de Brajon                                    | Lanuéjols                                 | |                                       | 44° 28′ 30″ N, 3° 36′ 58″ E |                   |
| Menhir de Laubert                                   | Laubert                                   | |                                       | 44° 34′ 43″ N, 3° 39′ 51″ E |                   |
| Dolmen de Castaoury                                 | Laval-du-Tarn                             | |                                       | 44° 23′ 49″ N, 3° 20′ 44″ E |                   |
| Dolmen de la Cham                                   | Laval-du-Tarn                             | |                                       | 44° 24′ 50″ N, 3° 22′ 45″ E |                   |
| Dolmen du Devez                                     | Laval-du-Tarn                             | |                                       | 44° 22′ 02″ N, 3° 21′ 49″ E |                   |
| Coffre mégalithique de Pousquet                     | La Malène                                 | |                                       | |                   |
| Dolmen de Cauquenas                                 | La Malène                                 | |                                       | 44° 19′ 39″ N, 3° 17′ 52″ E |                   |
| Menhir du Poujoulet                                 | Marvejols                                 | |                                       | déplacé 44° 33′ 13″ N, 3° 17′ 29″ E |                   |
| Site mégalithique du plateau de Poujoulet           | Marvejols et Montrodat                    | 3 dolmens dont dolmen de la Croix du Siffleur                                                                                                 | Classé MH (1889) · Inscrit MH (1990), | 44° 33′ 41″ N, 3° 18′ 21″ E 44° 34′ 04″ N, 3° 18′ 51″ E |                   |
| Dolmen du Buisson                                   | Mas-Saint-Chély                           | | Classé MH (1977)                      | 44° 19′ 50″ N, 3° 25′ 37″ E |                   |
| Dolmen de la Marque                                 | Mas-Saint-Chély                           | |                                       | 44° 18′ 53″ N, 3° 23′ 59″ E |                   |
| Dolmen de Petit Batailles                           | Mas-Saint-Chély                           | |                                       | 44° 19′ 35″ N, 3° 25′ 05″ E |                   |
| Dolmen de Vallongue                                 | Mas-Saint-Chély                           | |                                       | 44° 18′ 57″ N, 3° 26′ 36″ E |                   |
| Menhir des Espougnes                                | Mas-Saint-Chély                           | |                                       | 44° 19′ 20″ N, 3° 25′ 43″ E |                   |
| Menhir du Fraisse                                   | Mas-Saint-Chély                           | |                                       | 44° 17′ 14″ N, 3° 26′ 32″ E |                   |
| Dolmen d'Almières                                   | Massegros Causses Gorges                  | |                                       | 44° 17′ 42″ N, 3° 13′ 20″ E |                   |
| Dolmens de lou Balcas                               | Massegros Causses Gorges                  | |                                       | 44° 15′ 48″ N, 3° 09′ 38″ E |                   |
| Dolmen de lous Géans                                | Massegros Causses Gorges                  | |                                       | 44° 16′ 57″ N, 3° 09′ 44″ E |                   |
| Dolmen de Montcan                                   | Massegros Causses Gorges                  | |                                       | 44° 17′ 48″ N, 3° 13′ 39″ E |                   |
| Dolmen de Peyrelevade                               | Massegros Causses Gorges                  | autre nom dolmen de Recoules de l'Hom |                                       | 44° 16′ 26″ N, 3° 07′ 29″ E |                   |
| Dolmen de Roudil                                    | Massegros Causses Gorges                  | |                                       | 44° 18′ 05″ N, 3° 13′ 20″ E |                   |
| Dolmen du serre de la Gardelle                      | Massegros Causses Gorges                  | |                                       | 44° 16′ 14″ N, 3° 09′ 41″ E |                   |
| Dolmen d'Ayres                                      | Meyrueis                                  | |                                       | |                   |
| Dolmen et menhirs de Bagnolet                       | Meyrueis                                  | 1 dolmen, 3 menhirs |                                       | |                   |
| Dolmen du Mont-Domergue                             | Meyrueis                                  | |                                       | 44° 11′ 14″ N, 3° 24′ 04″ E |                   |
| Dolmen du Poux d'Arboussel                          | Meyrueis                                  | |                                       | 44° 10′ 08″ N, 3° 23′ 43″ E |                   |
| Dolmen et menhir de l'Adrech                        | Meyrueis                                  | |                                       | 44° 11′ 19″ N, 3° 23′ 35″ E 44° 11′ 21″ N, 3° 23′ 33″ E |                   |
| Menhir du Mas de la Font                            | Meyrueis                                  | retaillé en borne |                                       | 44° 12′ 34″ N, 3° 24′ 00″ E |                   |
| Menhir du Puy de la Fage                            | Meyrueis                                  | appelé aussi Pierre des Trois Évêques |                                       | 44° 10′ 59″ N, 3° 22′ 37″ E |                   |
| Menhirs de la Barelle                               | Meyrueis                                  | 2 menhirs |                                       | 44° 13′ 05″ N, 3° 23′ 06″ E 44° 12′ 57″ N, 3° 23′ 17″ E |                   |
| Menhirs de Costeguison                              | Meyrueis                                  | 2 menhirs |                                       | 44° 12′ 41″ N, 3° 24′ 59″ E 44° 12′ 40″ N, 3° 25′ 16″ E |                   |
| Menhirs de la Garde                                 | Meyrueis                                  | |                                       | 44° 11′ 57″ N, 3° 24′ 30″ E |                   |
| Sépultures mégalithiques de Frépestel               | Meyrueis                                  | 3 coffres mégalithiques, |                                       | |                   |
| Menhir de Montbel                                   | Montbel                                   | |                                       | 44° 35′ 25″ N, 3° 42′ 13″ E |                   |
| Menhir de Cheyroux                                  | Mont Lozère et Goulet                     | |                                       | 44° 29′ 10″ N, 3° 41′ 34″ E |                   |
| Menhir de la Fergère                                | Mont Lozère et Goulet                     | |                                       | 44° 29′ 41″ N, 3° 39′ 55″ E |                   |
| Dolmen de la Croix du Siffleur                      | Montrodat                                 | |                                       | 44° 34′ 04″ N, 3° 18′ 51″ E |                   |
| Menhir du Savigner                                  | Monts-de-Randon                           | |                                       | 44° 38′ 12″ N, 3° 27′ 22″ E |                   |
| Dolmen de la Rouvière                               | Pelouse                                   | | Classé MH (1889)                      | 44° 32′ 18″ N, 3° 34′ 49″ E |                   |
| Dolmen des Salces                                   | Pelouse                                   | |                                       | |                   |
| Dolmen de la Tailladisse                            | Pelouse                                   | dolmen incertain |                                       | 44° 34′ 37″ N, 3° 36′ 08″ E |                   |
| Menhirs du plot de la Fage                          | Pelouse                                   | 3 menhirs |                                       | 44° 36′ 51″ N, 3° 36′ 33″ E 44° 36′ 59″ N, 3° 36′ 41″ E |                   |
| Menhir de Pierrefiche                               | Pierrefiche                               | |                                       | 44° 42′ 03″ N, 3° 43′ 22″ E |                   |
| Menhir du bout de la Côte,                          | Le Pompidou                               | |                                       | 44° 12′ 08″ N, 3° 38′ 27″ E |                   |
| Menhir du col de Tartabisac                         | Le Pompidou                               | |                                       | |                   |
| Menhirs des Combelles                               | Le Pompidou                               | autre nom menhirs de l'Abriguet, |                                       | 44° 12′ 40″ N, 3° 42′ 12″ E |                   |
| Pierre Plantée de Grizac                            | Pont de Montvert - Sud Mont Lozère        | menhir |                                       | 44° 20′ 39″ N, 3° 42′ 48″ E |                   |
| Lou Bertel de las Fados                             | Sainte-Hélène                             | dolmen ? |                                       | |                   |
| Pierre Plantée du Rouve                             | Saint-André-de-Lancize                    | menhir, |                                       | 44° 13′ 55″ N, 3° 46′ 37″ E |                   |
| Dolmen du Fraissinel                                | Saint-Bauzile                             | |                                       | 44° 26′ 25″ N, 3° 29′ 49″ E |                   |
| Menhir de Montmirat                                 | Saint-Étienne-du-Valdonnez                | christianisé |                                       | 44° 25′ 07″ N, 3° 32′ 33″ E |                   |
| Dolmens de Combaou                                  | Saint-Étienne-Vallée-Française            | 4 dolmens |                                       | 44° 12′ 37″ N, 3° 52′ 15″ E |                   |
| Dolmens du Plo de la Cabanelle                      | Saint-Étienne-Vallée-Française            | 3 dolmens |                                       | 44° 12′ 37″ N, 3° 52′ 29″ E |                   |
| Dolmens de Saint-Pierre                             | Saint-Étienne-Vallée-Française            | 2 dolmens, |                                       | 44° 08′ 09″ N, 3° 50′ 28″ E |                   |
| Dolmens des Falguières                              | Saint-Étienne-Vallée-Française            | 2 dolmens |                                       | |                   |
| Pierre de la Vieille Morte                          | Saint-Étienne-Vallée-Française            | |                                       | 44° 10′ 42″ N, 3° 52′ 29″ E |                   |
| Dolmen de Belvezet                                  | Saint-Frézal-d'Albuges                    | autre nom Palet de Gargantua |                                       | |                   |
| Dolmen de Galta,                                    | Saint-Germain-de-Calberte                 | |                                       | 44° 13′ 28″ N, 3° 47′ 14″ E |                   |
| Menhir du col de la Pierre Plantée                  | Saint-Germain-de-Calberte                 | |                                       | 44° 13′ 56″ N, 3° 46′ 39″ E |                   |
| Dolmen des Pièces                                   | Saint-Martin-de-Boubaux                   | |                                       | 44° 10′ 17″ N, 3° 58′ 20″ E |                   |
| Dolmen de Saint-Martin-de-Boubaux                   | Saint-Martin-de-Boubaux                   | |                                       | 44° 12′ 24″ N, 3° 55′ 21″ E |                   |
| Dolmen et menhir de Claroudens,                     | Saint-Martin-de-Lansuscle                 | |                                       | 44° 14′ 26″ N, 3° 44′ 50″ E |                   |
| Menhir du Plan-de-Fontmort,                         | Saint-Martin-de-Lansuscle                 | |                                       | 44° 14′ 33″ N, 3° 43′ 16″ E |                   |
| Pierre Plantée                                      | Saint-Pierre-le-Vieux                     | menhir |                                       | 44° 51′ 55″ N, 3° 18′ 12″ E |                   |
| Dolmen de la côte 944                               | Saint-Saturnin                            | |                                       | 44° 25′ 09″ N, 3° 12′ 25″ E |                   |
| Dolmens de la Marconnière                           | Saint-Saturnin                            | 2 dolmens |                                       | |                   |
| Tombe du Géant                                      | Saint-Saturnin                            | |                                       | 44° 25′ 05″ N, 3° 12′ 12″ E |                   |
| Dolmen de Devois de Villeneuve                      | Vebron                                    | |                                       | 44° 13′ 48″ N, 3° 32′ 02″ E |                   |
| Menhir du col de Solpérière,                        | Vebron                                    | |                                       | 44° 14′ 28″ N, 3° 36′ 59″ E |                   |
| Sépulture mégalithique de Galdri                    | Vebron                                    | autre nom dolmen de la Fajole |                                       | |                   |